# Rogelia Cruz Martínez
Rogelia Cruz Martínez (ur. 31 sierpnia 1941 w Gwatemali, zm. 11 stycznia 1968 w Escuintla) – gwatemalska królowa piękności, lewicowa aktywistka, członkini zbrojnego ugrupowania Fuerzas Armadas Rebeldes (FAR), zamordowana przez skrajnie prawicowy szwadron śmierci.

## Życiorys

### Młodość i edukacja
Urodziła się 31 sierpnia 1941 roku w Gwatemali, w rodzinie klasy średniej. Jej rodzicami byli Miguel Cruz Franco i Blanca Martínez. Ojciec był pianistą. Matka była natomiast nauczycielką, uczestniczącą w protestach przeciwko dyskryminacji i złym warunkom pracy, z którymi spotykały się kobiety pracujące w tym zawodzie. Miała dwie młodsze siostry (bliźniaczki).
Dorastała w uznawanej za prestiżową 10. dzielnicy (Zona 10) Gwatemali. W 1955 roku, w przeciągu dwóch miesięcy, zmarło oboje jej rodziców. Razem z siostrami zamieszkała wtedy u babki ze strony matki.
Początkowo uczęszczała do szkoły podstawowej im. Dolores Bedoi de Molina. Następnie pobierała nauki w Instituto Normal Central de Belén para Señoritas de Guatemala, szkole żeńskiej, która cieszyła się opinią zarówno elitarnej, jak i wolnomyślicielskiej. Ukończyła ją w październiku 1959 roku, uzyskując tytuł nauczycielki edukacji podstawowej (Maestra en Educación Primaria). W latach szkolnych najprawdopodobniej nie była zaangażowana w działalność polityczną.

### Miss Gwatemali
W czerwcu 1959 roku z inicjatywy Generalnej Dyrekcji ds. Turystyki oraz koncernu piwowarskiego Cervecería Centro Americana, został zorganizowany konkurs Miss Gwatemali. Pierwszą nagrodą było 1000 quetzali oraz pokrycie kosztów udziału zwyciężczyni w konkursie Miss Universe.
17-letnia Rogelia Cruz znalazła się w gronie około 50 uczestniczek konkursu. Rywalizacja rozpoczęła się 28 czerwca 1959 roku. Ostatecznie to jej jury przyznało tytuł Miss Gwatemali. Uroczysta koronacja nastąpiła 11 lipca. Symboliczną szarfę nałożył jej wtedy ambasador USA w Gwatemali Lester D. Mallory. Choć nie były to pierwsze w historii wybory Miss Gwatemali, Rogelia Cruz zwróciła na siebie szczególną uwagę prasy i opinii publicznej, gdyż była pierwszą zwyciężczynią tego konkursu, której typ urody uznano za „autentycznie gwatemalski” (tzn. nieeuropejski).
Następnie, od 18 do 25 lipca 1959 roku, reprezentowała Gwatemalę na odbywającym się w kalifornijskim Long Beach konkursie Miss Universe. Według popularnej legendy jej autoprezentacja odbiegła od typowego schematu wystąpień podczas tego typu konkursów, gdyż przedstawić miała obraz Gwatemali, który znacznie odbiegał od tego, który pragnąłby promować rząd tego kraju. Ostatecznie tytuł Miss Universe 1959 zdobyła, aczkolwiek nie bez pewnych kontrowersji, reprezentująca Japonię Akiko Kojima.

### Działalność polityczna i konspiracyjna
Po powrocie do ojczyzny zrezygnowała z kariery nauczycielskiej i podjęła studia na kierunku architektura na stołecznym Universidad de San Carlos de Guatemala. Tymczasem w marcu 1962 roku w Gwatemali doszło do gwałtownych protestów przeciwko sfałszowaniu wyborów parlamentarnych. Na ulice wyszli studenci wspierani przez swoich nauczycieli oraz robotników. Ogłoszono strajk generalny. Prezydent Miguel Ydígoras Fuentes odpowiedział brutalnymi represjami. Istnieje relacja mówiąca, że podczas tych wydarzeń Rogelia Cruz znalazła się w składzie „Tajnego Komitetu”, zrzeszającego studentów z różnych uczelni publicznych i prywatnych.
Krwawe stłumienie protestów przełożyło się na radykalizację wielu opozycjonistów. Jednym z aktywistów, którzy opowiedzieli się za podjęciem walki zbrojnej przeciwko kontrolowanemu przez wojsko oraz popieranemu przez USA reżimowi, był uczuciowy partner Rogelii Cruz – Leonardo „Nayito” Castillo Johnson. Był on synem Leonardo Castillo Floresa, chłopskiego przywódcy, a później czołowego działacza komunistycznej Gwatemalskiej Partii Pracy (PGT). Sam „Nayito” stał się w latach 60. jednym z liderów lewicowego ugrupowania zbrojnego – Fuerzas Armadas Rebeldes (FAR).
Rogelia Cruz publicznie manifestowała lewicowe poglądy. Kwestia, do jakiego stopnia była zaangażowana w działalność konspiracyjną, nie jest jednak całkowicie wyjaśniona. Relacje członków FAR, którzy przeżyli wojnę domową, zdają się wskazywać, że zajmowała się organizowaniem kryjówek w zamożnych dzielnicach stolicy, a także transportem broni, bojowników i ulotek.
W sierpniu 1965 roku razem z jedną z młodszych sióstr została aresztowana pod zarzutem posiadania broni i „wywrotowych” materiałów. Ostatecznie zarzuty zostały jednak wycofane. Istnieje relacja wskazująca, że mogła być zamieszana w porwanie Baltasara Moralesa de la Cruz – sekretarza ds. prasy przy urzędzie prezydenckim – a następnie w jego wymianę na jednego z aresztowanych bojowników FAR.

### Śmierć
W listopadzie 1967 roku została aresztowana pod zarzutem spowodowania śmiertelnego w skutkach wypadku samochodowego. Do tragedii doszło na Drodze Panamerykańskiej, na odcinku między Chimaltenango a Quetzaltenango. Ofiarą była pasażerka prowadzonego przez nią samochodu, ośmioletnia dziewczynka o imieniu Sofia, będąca prawdopodobnie córką opozycyjnego działacza Maria Botzoca Hérculesa. Spędziwszy blisko miesiąc w więzieniu w Chimaltenango, została ostatecznie zwolniona. Jej kuzyn José Cruz twierdził, iż stało się tak na skutek zabiegów rodziny. Amerykański ambasador w Gwatemali John Gordon Mein utrzymywał natomiast, iż została zwolniona z więzienia, gdyż bojownicy FAR zastraszyli prowadzącego sprawę sędziego.
14 grudnia 1967 roku skrajnie prawicowy szwadron śmierci Nueva Organización Anti-Comunista (NOA) rozdystrybuował ulotki z groźbami pod adresem Cruz. Tymczasem 10 stycznia 1968 roku FAR ogłosiła zerwanie związków z PGT i przystąpienie do walki zbrojnej na pełną skalę. Następnego dnia Cruz została uprowadzona ze swojego domu w stołecznej dzielnicy Colonia Jardines de Tikal. Jej nagie ciało, noszące ślady zbiorowego gwałtu i brutalnych tortur, zostało odnalezione pod jednym z mostów w departamencie Escuintla (około 80 kilometrów od stolicy). Wedle wszelkiego prawdopodobieństwa zbrodni dokonali członkowie NOA, którymi dowodził płk Máximo Zepeda Martínez – szef gwatemalskiej policji, odpowiedzialny także za wiele innych mordów na tle politycznym.
Mimo że kontrolowana przez rząd prasa usiłowała przemilczeć zabójstwo Cruz, odbiło się ono szerokim echem w całym kraju. Był to bowiem zasadniczo pierwszy przypadek, kiedy ofiarą państwowego terroru stała się kobieta, będąca w dodatku byłą królową piękności. Prezydent Julio César Méndez Montenegro poczuł się nawet zmuszony wystosować list wzywający do podjęcia wszelkich wysiłków w celu zidentyfikowania i schwytania sprawców, aczkolwiek jego adresatem był szef policji płk Máximo Zepeda – ten sam, który odpowiadał za śmierć Cruz.
Tymczasem „Nayito” oraz jego towarzysze z FAR byli zdeterminowani pomścić jej zabójstwo. 15 stycznia 1968 roku zastrzelono podoficera, który ochraniał dom znanego z brutalności dowódcy garnizonu w Zacapie płk. Carlosa Manuela Arany Osorio. Następnego dnia na Avenida de Las Américas, jednej z głównych ulic stolicy, bojownicy dowodzeni przez „Nayito” ostrzelali samochód, w którym znajdowali się pracownicy misji wojskowej USA. Zabici zostali szef misji płk John D. Webber oraz attaché morski kmdr por. Ernest A. Munro (dwóch innych amerykańskich żołnierzy zostało rannych). Tego samego dnia przeprowadzono ponadto nieudany zamach na życie prawicowego polityka Manuela Villacorty Vielmana (ranny został jego syn), a także ostrzelano dom wysokiego rangą oficera policji płk. Manuela Francisco Sosy Ávila i koszary wojskowe (w tych ostatnich zraniono dwóch żołnierzy). Finałem tej kampanii przemocy była śmierć „Nayito”, zastrzelonego 17 stycznia w starciu z policją na jednej z ulic Gwatemali.

## Pamięć i odniesienia w kulturze
Rogelia Cruz spoczęła w rodzinnym grobowcu na Cmentarzu Generalnym w Gwatemali (Cementerio General de la Ciudad de Guatemala). W grudniu 2010 roku na grobowcu odsłonięto poświęconą jej tablicę pamiątkową.
Po swej tragicznej śmierci Rogelia Cruz została uznana przez gwatemalską lewicę za męczennicę ruchu rewolucyjnego. Jej imię przybrały liczne ugrupowania polityczne, studenckie i feministyczne.
W 1973 roku z inicjatywy studenckiej organizacji Asociación de Estudiantes Universitarios (AEU) mural z jej wizerunkiem powstał na terenie Universidad de San Carlos de Guatemala. Jej imieniem nazwano także jeden z placów na terenie kampusu.
Alegoryczna sztuka Delito condena y ejecución de una gallina y otras piezas de teatro grotesco z 1971 roku, którą napisał gwatemalski dramaturg Manuel José Leonardo Arce Leal, jest poświęcona Rogelii Cruz.
Nawiązania do jej śmierci znalazły się także w powieściach Carnaval de sangre en mi ciudad autorstwa Edwina Cifuentesa (1968) oraz Después de las bombas autorstwa Arturo Ariasa (1979).